# دانشگاه علم و صنعت اردن
دانشگاه علم و صنعت اردن (به عربی: جامعة العلوم والتکنولوجیا الأردنیة) یک دانشگاه در اردن است که در رمثا واقع شده‌است.